# Ингрессивные согласные
Ингресси́вные согла́сные означают звук, при артикуляции которого поток воздуха следует в обратном направлении (ср. эгрессивные согласные), то есть при произнесении входит в гортань.
Существуют ингрессивные имплозивные и ингрессивные щелчки.
Хотя воспроизведение чистых лёгочно-ингрессивных инспираторных звуков, при которых воздух входит в лёгкие, считается возможным, они не присутствуют ни в одном языке .